# غونيس
غونيس (بالإنجليزية: The Goonies)‏ (باليابانية: グーニーズ)، هي لعبة فيديو يابانية من نوع مغامرات، صدرت اللعبة في اليابان عام 1986، وتعمل على منصة فاميكوم، وهي الجزء الأول من سلسلة غونيس.